# Układ podwójny półrozdzielony
Układ podwójny półrozdzielony – ciasny układ podwójny gwiazd, krążących na tyle blisko, że jedna z gwiazd wypełnia swoją powierzchnię Roche’a i materia wypływa z niej w kierunku towarzysza.
Jeżeli gwiazda druga ma fizycznie mały rozmiary (w porównaniu z odległością składników układu podwójnego) i niewielkie pole magnetyczne, to materia wypływająca z pierwszego składnika tworzy dysk akrecyjny wokół drugiego składnika. Do tej klasy gwiazd należą niektóre układy kataklizmiczne (np. nowe karłowate) oraz małomasywne układy rentgenowskie. W gwiazdach zwartych, ale o silnym polu magnetycznym, opadająca materia tworzy kolumnę akrecyjną (układy kataklizmiczne – polary, pulsary rentgenowskie). Jeżeli gwiazda towarzysząca ma duży promień, to materia przepływająca trafia bezpośrednio lub niemal bezpośrednio do drugiej gwiazdy (np. gwiazdy typu Algola).
Ostatnio po raz pierwszy udało się przy pomocy teleskopu Very Large Telescope zmierzyć w sposób bezpośredni średnicę gwiazdy wypełniającej powierzchnię Roche’a w gwieździe SS Leporis (Verhoelst i in. 2007).
Niektóre układy półrozdzielone są jednocześnie układami zaćmieniowymi.

## Literatura
- Marcik Kubiak, Gwiazdy i materia międzygwiazdowa, Wydawnictwo Naukowe PWN.
- Verhoelst i in. 2007 „Direct diameter measurement of a star filling its Roche lobe. The semi-detached binary SS Leporis spatially resolved with VINCI/VLTI”.